# フックグリップ

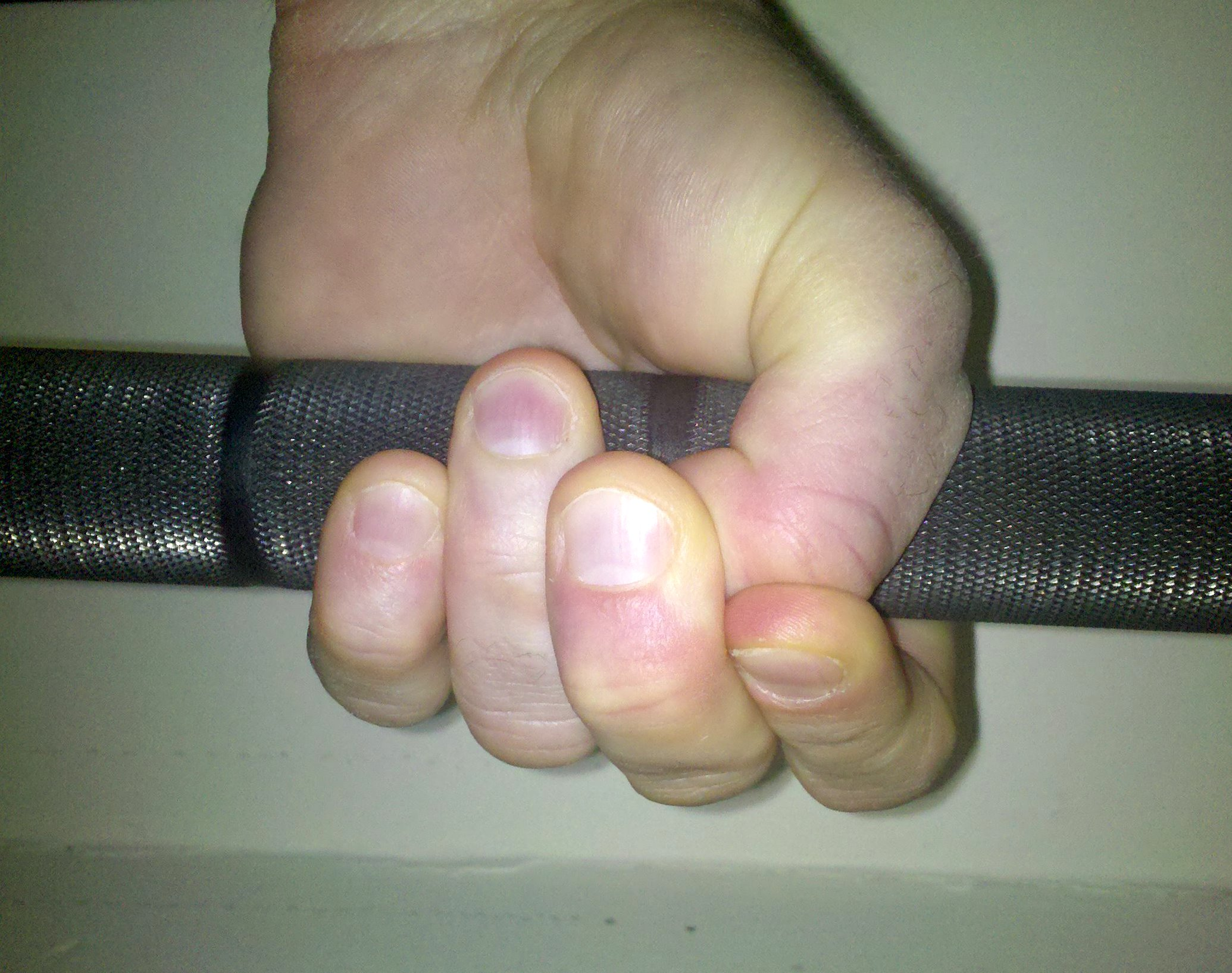
フックグリップ

フックグリップ（英語: Hook grip）とは主に重量挙げで用いられるグリップの手法である。パワーリフティングにおいてもしばしば見られる。

## 概要
オーバーハンドグリップ（順手、鉄棒に対し手の甲を上にして上から握る方法）において親指をバーベルと他の指の間に巻き込み、中指などで親指を保持する方法でスナッチ及びクリーンを含む様々な挙上動作に用いられる。

## 特徴
フックグリップとオーバーハンドグリップの大きな違いは親指と他の指でバーをロックし挙上時にバーが指先へ転がるのを防ぐことである。オーバーハンドグリップではバーがロックされていないため、バーが転がる力に逆らう十分な握力が挙上時に必要になるがフックグリップではバーの転がりを指でロックするので安定した保持が可能である。このロック機構は親指と他の指との摩擦に基づく。一方でフックグリップは親指に大きな負荷を掛けるので指の痛み、爪割れ、皮膚の外傷を伴う場合がある。そのため専用のテーピングを用いる選手もいる。